# قاسم امین
قاسم امین با نام کامل قاسم محمد امین (عربی: قاسم أمين)؛(زاده: ۱ دسامبر ۱۸۶۳ – درگذشته: ۲۳ آوریل ۱۹۰۸) نویسنده، اصلاح طلب اجتماعی مصری و یکی از بنیان‌گذاران جنبش ملی در مصر و دانشگاه قاهره است. او همچنین پیشگام جنبش آزادسازی زنان است.

## تولد و دوران رشد
قاسم امین در شهرطره مصر و در سال ۱۸۶۳ از پدر کرد و مادر مصری به دنیا آمد. تعلیمات ابتدائی‌اش را در مدرس طارق بن زیاد که در آن کودکان از طبقه اشرافیت تحصیل می‌کردند بود. با خانواده اش به قاهره منتقل شده و در محله اشرافی‌نشین الحملیة ساکن شدند. او مدرک متوسطه اش را نیز گرفت و به مدرسه حقوق و مدیریت رفت و و در سال ۱۸۸۱ لیسانش را گرفت، امین مدرسه حقوق را در ۱۷ سالگی تمام کرد. او اولین فارغ‌التحصیل بود که بمدت کوتاهی بعد از فارغ‌التحصیل شدنش به وکالت پرداخت وی یکی از ۳۷ نفری بود با بورس تحصیلی که به وی تعلق گرفت به فرانسه رفته و در دانشگاه مونپلیه به تحصیل پرداخت. بعد از چهار سال تز قانونی اش را با موفقیت در سال ۱۸۸۵ به پایان برد. در خلال تحصیلش در فرانسه روابطش را با جمال الدین افغانی و مدرسه‌اش که مترجم ویژه امام محمد عبده در پاریس بود را ایجاد کرد.

## فراخوان برای اصلاح وضعیت زنان
قاسم امین اینطور فکر می‌کرد که تربیت زنان پایه همه چیز است و راه به ایجاد یک جامعه سالم در مصر می‌برد که از زنان و مردان نسل‌های نکوکار به وجود می‌آیند. او برای آزادی زن مسلمان تلاش کرد و شهرتش افزایش یافت ولی متقابلاً حملات زیادی علیه اش صورت گرفته و کسانی که به او تهاجم می‌کردند او را به فراخوان دادن به فروپاشی متهم می‌کردند.
او از زمان جوانی اش به اصلاح جامعه اهمیت می‌داد در سال ۱۸۹۸ کتاب «دلایل، نتایج و اخلاق و موضع‌ها» را نوشت و بدنبال آن نیز در سال ۱۸۹۹ کتاب «آزادی زن» را منتشر کرد. شیخ محمد عبده، سعد زغلول او را در این کار یاری و حمایت کردند. احمد لطفی کتاب او را در زمانی که در مصر بود به انگلیسی ترجمه و آن را در هند و کشورهای اسلامی مستعمره منتشر کرد. او در این کتاب راجع به حجاب صحبت کرده و گفت که آنچه تحت عنوان حجاب اسلامی رایج شده از اسلام نیست. او گفت که دعوت به آزادی زن به معنی خارج شدن از دین نیست. او همچنین راجع به مقوله چند همسری و طلاق صحبت کرده و گفت جدایی زن و مرد در واقع از پایه‌های شرع نیست و گفت که مردان به چند همسری و طلاق زنان محدود و مقید شوند. وی سپس به آزادی زنان برای بیرون رفتن در جامعه و برخورداری از امور زندگی اجتماعی فراخوان داد. او با این کتابش مصر را لرزاند و جنجال و توفانی از اعتراضات و انتقادات را علیه خودش برانگیخت. در همان سال مصطفی کامل رهبر حزب ملی به او حمله کرده و افکار او را به استعمار انگلیس مرتبط دانست. همچنین طلعت حرب اقتصاددان مصری نیز درکتابش به اسم «حرف آخر در رابطه با زن و حجاب» به وی پاسخ داده و به او گفت: برداشتن حجاب و ادغام زن ومرد در مسائل اجتماعی آرزوهای اروپایی هستند. اما علی‌رغم انتقادات قاسم امین کوتاه نیامد و به نوشتن کتاب و مقالات برای دو سال ادامه داد و با کتاب‌هایش به اسامی «زن نوین» که در سا ل ۱۹۰۱ نوشت به منتقدینش جواب داد. او خواستار آن شد که برای اعطا حقوق زنان و حقوق سیاسی زنان قانونی وضع شود و آن را به دوستش سعد زغلول هدیه کرد.
او تحت تأثیر نظریه داروین عقیده داشت اگر مصریان همراه با اروپائیان مدرنیزه نشوند و اگر در تلاش برای بقا وارد یک رقابت موفق با آن‌ها نشوند، از صحنه حذف خواهند شد. به نقل از کتاب‌های هربرت اسپنسر و جان استوارت میل استدلال می‌کرد که برابری جنسی از ضروریات تکامل اجتماعی از استبداد به دموکراسی است. او عقیده داشت که بالا بردن شرایط زندگی زنان در اصلاح وضع اجتماع خیلی تأثیر خواهد داشت.

## ادبیات و قضاییه
قاسم امین قاضی، نویسنده، ادیب و یک مددکار اجتماعی بود او به رهبر جنبش زنان در مصر مشهور شد کما اینکه به دفاعش از آزادی‌های اجتماعی شهرت داشت. او به دعوت برای محقق کردن عدالت و ساختن دانشگاهی مصری فرا خواند او همچنین به رها کردن زبان عربی از هر گونه تکلف فرا خواند اما کسی با او بر این که اعراب (حرکات در زبان عربی) را از زبان عربی بردارند موافق نبود لذا دعوتش برای اینکار درنطقه خفه شد.

## درگذشت
قاسم امین در ۲۳ آوریل ۱۹۰۸ در منزلش در قاهره بدرود حیات گفت درحالیکه فقط ۴۵ سال داشت. شعرا و شخصیتهایی مانند حافظ ابراهیم، خلیل مطران، علی الجارم، سعد زغلول و فتحی زغلول او را مورد تمجید قرار دادند
قاسم امین به کردار و عمل اهمیت می‌داد و توجه ای به اشکال نداشت کما اینکه در کتاب‌های متعدد راجع به زنان گفته‌است که مهم نیست که محجبه باشی اهمیت در عملکردها است.

## تالیفات
تألیفات وی شامل موارد زیر هستند:
- مصریون
- آزادی زن ۱۸۹۹
- زن نوین ۱۹۰۱[۷]